# Old Hunstanton
Old Hunstanton is een civil parish in het Engelse graafschap Norfolk met 628 inwoners.